# Belciugatele, Călărași
Belciugatele este satul de reședință al comunei cu același nume din județul Călărași, Muntenia, România.